# Lichenopora truncata
Lichenopora truncata är en mossdjursart som beskrevs av Philipps 1900. Lichenopora truncata ingår i släktet Lichenopora och familjen Lichenoporidae. Inga underarter finns listade i Catalogue of Life.